# Praia Clube
Il Praia Clube è un'associazione sportiva brasiliana della città di Uberlândia, fondata il 10 luglio 1935.

## Storia
La società venne fondata da un gruppo di 12 soci vicino al fiume della città con l'idea di creare un club di nuoto. Nel corso degli anni la polisportiva è arrivata ad iscrivere squadre in diversi sport oltre al nuoto come calcio, pallacanestro, pallavolo, atletica, tennis e judo. La selezione più famosa e titolata è quella di pallavolo femminile.